# Roland Lindner (Politiker)
Roland Lindner (* 31. März 1937; heimatberechtigt in Basel) ist ein Schweizer Architekt und Politiker (SVP). Von 2006 bis 2020 war er Mitglied im Grossen Rat des Kantons Basel-Stadt.

## Leben
Roland Lindner ist diplomierter Architekt SIA. Er war Gründungsmitglied des Internationalen Verbandes der Architekturexperten Schweiz IVAS. Mit Paul Waldner gründete er 2010 das Büro Lindner Waldner Architekten in Basel.
Lindner ist Mitglied der SVP Basel-Stadt. Per 1. Mai 2006 zog er im Wahlkreis Grossbasel Ost in den Grossen Rat ein, in dem er Ältester ist. Seit Februar 2009 gehört er der Bau- und Raumplanungskommission BRK an. 2009 schlug Lindner eine freiwillige Milizgruppe für nächtliche Kontrollgänge gegen Graffitisprayer vor, die aber nie zum Einsatz gelangte. Roland Lindner wird bei den Wahlen 2020 nicht mehr für den Grossen Rat kandidieren, weil er die Altersguillotine von 16 Amtsjahren Ende Legislatur erreichen wird.
Lindner hat auch Einsitz im Bürgergemeinderat der Stadt Basel.